# Thuiaria plumularioides
Thuiaria plumularioides är en nässeldjursart som beskrevs av Watson 2000. Thuiaria plumularioides ingår i släktet Thuiaria och familjen Sertulariidae. Inga underarter finns listade i Catalogue of Life.